# جوديث في. جوردن
جوديث في. جوردن (بالإنجليزية: Judith V. Jordan)‏ هي عالمة نفس أمريكية، ولدت في 1950.